# Rochegude (Gard)
Rochegude é uma comuna francesa na região administrativa de Occitânia, no departamento de Gard. Estende-se por uma área de 11,94 km². Em 2010 a comuna tinha 255 habitantes (densidade: 21,4 hab./km²).